# Dreiband-Weltmeisterschaft für Nationalmannschaften 1991

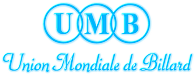
Logo UMB (ausrichtender Verband)

Veranstaltungsort: Viersen

Die Dreiband-Weltmeisterschaft für Nationalmannschaften 1991 war die 5. Auflage dieses Turniers, das seit 1981 in der Regel jährlich in der Billardvariante Dreiband ausgetragen wird. Sie fand vom 21. bis zum 24. Februar 1991 in Viersen statt.

## Spielmodus
Es nahmen 12 Mannschaften am Turnier teil. Jedes Team bestand aus zwei Spielern. Gespielt wurde in 4 Gruppen. In den Gruppen spielte jeder Spieler gegen beide Gegner. Die vier Gruppensieger erreichten das Halbfinale.
Gespielt wurde das ganze Turnier auf 2 Gewinnsätze. Das Finale endete zwar unentschieden, da es aber im KO-Modus einen Sieger geben muss, war Schweden der Sieger auf Grund des besseren Satzverhältnis mit 7:5. Im Spiel um Platz drei hatte Deutschland beim Unentschieden mehr Points erzielt.
Bei Punktegleichstand wird wie folgt gewertet:
1. Matchpunkte (MP)
2. Satzverhältnis (SV)
3. Mannschafts-Generaldurchschnitt (MGD)

## Teilnehmer
| Nation        | Gruppe | Spieler 1         | Spieler 2          |
| ------------- | ------ | ----------------- | ------------------ |
| Ägypten       | D      | Maged Elias       | Ihab El Messery    |
| Belgien       | D      | Paul Stroobants   | Raymond Steylaerts |
| Dänemark      | A      | Hans Laursen      | Tonny Carlsen      |
| Deutschland A | D      | Hans-Jürgen Kühl  | Christian Rudolph  |
| Deutschland B | C      | Maximo Aguirre    | Ralf Köstner       |
| Japan A       | A      | Jouji Kai         | Akio Shimada       |
| Japan B       | B      | Osamu Sano        | Yoshihiko Mano     |
| Mexiko        | C      | A. Bretón         | Jose Paniagua      |
| Niederlande   | C      | Dick Jaspers      | Louis Havermans    |
| Portugal      | A      | Manuel Ribeiro    | Jorge Theriaga     |
| Schweden      | B      | Torbjörn Blomdahl | Lennart Blomdahl   |
| U.S.A.        | B      | Sang Chun Lee     | Kim Soo            |

## Gruppenphase
Die Gruppenersten zogen ins Halbfinale ein.

### Gruppe A
| Platz | Nation   | Sp. | G-U-V | MP  | PP  | SV   | MGD   | BEMD  |
| ----- | -------- | --- | ----- | --- | --- | ---- | ----- | ----- |
| 1     | Dänemark | 2   | 1-1-0 | 3:1 | 6:2 | 15:9 | 1,031 | 1,100 |
| 2     | Japan A  | 2   | 1-1-0 | 3:1 | 5:3 | 15:9 | 1,095 | 1,101 |
| 3     | Portugal | 2   | 0-0-2 | 0:4 | 1:7 | 6:18 | 1,061 | –     |

| Datum     | Nation 1 | MP  | PP  | SV   | Nation 2 |
| --------- | -------- | --- | --- | ---- | -------- |
| 21.2.1991 | Dänemark | 2:0 | 4:0 | 10:2 | Portugal |
| 22.2.1991 | Japan A  | 2:0 | 3:1 | 8:4  | Portugal |
| 23.2 1991 | Dänemark | 1:1 | 2:2 | 5:7  | Japan A  |

### Gruppe B
| Platz | Nation             | Sp. | G-U-V | MP  | PP  | SV    | MGD   | BEMD  |
| ----- | ------------------ | --- | ----- | --- | --- | ----- | ----- | ----- |
| 1     | Schweden           | 2   | 2-0-0 | 4:0 | 6:2 | 20:4  | 1,223 | 1,350 |
| 2     | Japan B            | 2   | 1-0-1 | 2:2 | 4:4 | 11:13 | 1,050 | 1,130 |
| 3     | Vereinigte Staaten | 2   | 0-0-2 | 0:4 | 2:6 | 5:19  | 0,860 | –     |

| Datum     | Nation 1           | MP  | PP  | SV   | Nation 2           |
| --------- | ------------------ | --- | --- | ---- | ------------------ |
| 21.2.1991 | Vereinigte Staaten | 0:2 | 1:3 | 3:9  | Japan B            |
| 22.2.1991 | Schweden           | 2:0 | 3:1 | 10:2 | Vereinigte Staaten |
| 23.2.1991 | Schweden           | 2:0 | 3:1 | 10:2 | Japan B            |

### Gruppe C
| Platz | Nation        | Sp. | G-U-V | MP  | PP  | SV    | MGD   | BEMD  |
| ----- | ------------- | --- | ----- | --- | --- | ----- | ----- | ----- |
| 1     | Niederlande   | 2   | 2-0-0 | 4:0 | 7:1 | 20:4  | 1,183 | 1,307 |
| 2     | Deutschland B | 2   | 1-0-1 | 2:2 | 5:3 | 12:12 | 0,843 | 0,897 |
| 3     | Mexiko        | 2   | 0-0-2 | 0:4 | 0:8 | 4:20  | 0,802 | –     |

| Datum     | Nation 1      | MP  | PP  | SV   | Nation 2      |
| --------- | ------------- | --- | --- | ---- | ------------- |
| 21.2.1991 | Deutschland B | 2:0 | 4:0 | 9:3  | Mexiko        |
| 22.2.1991 | Niederlande   | 2:0 | 4:0 | 11:1 | Mexiko        |
| 23.2.1991 | Niederlande   | 2:0 | 3:1 | 9:3  | Deutschland B |

### Gruppe D
| Platz | Nation        | Sp. | G-U-V | MP  | PP  | SV    | MGD   | BEMD  |
| ----- | ------------- | --- | ----- | --- | --- | ----- | ----- | ----- |
| 1     | Deutschland A | 2   | 2-0-0 | 4:0 | 7:1 | 20:4  | 1,137 | 1,165 |
| 2     | Belgien       | 2   | 1-0-1 | 2:2 | 5:3 | 14:10 | 1,163 | 1,200 |
| 3     | Ägypten       | 2   | 0-0-2 | 0:4 | 0:8 | 2:20  | 0,564 | –     |

| Datum     | Nation 1      | MP  | PP  | SV   | Nation 2 |
| --------- | ------------- | --- | --- | ---- | -------- |
| 21.2.1991 | Deutschland A | 2:0 | 4:0 | 12:0 | Ägypten  |
| 22.2.1991 | Belgien       | 2:0 | 4:0 | 10:2 | Ägypten  |
| 23.2.1991 | Deutschland A | 2:0 | 3:1 | 8:4  | Belgien  |

## Finalrunde
|  | Halbfinale (Best of 3)       | Halbfinale (Best of 3) |                   |                   | Halbfinale (Best of 3) | Halbfinale (Best of 3) |
|  |                              |                        |                   |                   |                        |                        |
|  | Niederlande                  | 0:2/1:3/5:7/0,900      |                   |                   |                        |                        |
|  | Dänemark                     | 2:0/3:1/7:5/0,954      |                   |                   |                        |                        |
|  | 24. Februar 1991             |                        |                   |                   |                        |                        |
|  |                              |                        | 24. Februar 1991  |                   |                        |                        |
|  | Dänemark                     | 1:1/2:2/5:7/1,190      |                   |                   |                        |                        |
|  |                              | Schweden               | 1:1/2:2/7:5/1,264 |                   |                        |                        |
|  |                              |                        |                   |                   |                        |                        |
|  | Spiel um Platz 3 (Best of 3) |                        |                   |                   |                        |                        |
|  | 24. Februar 1991             | 24. Februar 1991       | Niederlande       | 1:1/2:2/6:6/1,032 |                        |                        |
|  | Schweden                     | 2:03:1/9:3/1,280       | Deutschland A     | 1:1/2:2/6:6/1,204 |                        |                        |
|  | Deutschland A                | 0:2/1:3/3:9/0,962      |                   |                   | 24. Februar 1991       | 24. Februar 1991       |

## Abschlusstabelle
| MP    | Match Punkte (Sieger = 2; Unentschieden = 1; Verlierer = 0) |
| SV    | Satzverhältnis (nur bei Turnieren im Satzsystem)            |
| Pkte. | Erzielte Karambolagen                                       |
| Aufn. | benötigte Aufnahmen                                         |
| GD    | Generaldurchschnitt                                         |
| MGD   | Mannschafts-Generaldurchschnitt                             |
| BED   | Bester Einzeldurchschnitt eines Spielers                    |
| BEMD  | Bester Einzeldurchschnitt einer Mannschaft                  |
| BSD   | Bester Satzdurchschnitt eines Spielers                      |
| HS    | Höchstserie                                                 |
| WRP   | Weltranglistenpunkte                                        |

| Platz | Nation             | Sp. | G-U-V | MP  | PP   | SV    | Pkt. | Aufn. | MGD   | BEMD  |
| ----- | ------------------ | --- | ----- | --- | ---- | ----- | ---- | ----- | ----- | ----- |
| 1     | Schweden           | 4   | 4-0-0 | 8:0 | 11:5 | 26:11 | 485  | 389   | 1,246 | 1,350 |
| 2     | Dänemark           | 4   | 3-0-1 | 6:2 | 11:5 | 24:18 | 512  | 490   | 1,044 | 1,100 |
| 3     | Deutschland A      | 4   | 3-0-1 | 6:2 | 10:6 | 22:15 | 445  | 398   | 1,118 | 1,204 |
| 4     | Niederlande        | 4   | 2-0-2 | 4:4 | 10:6 | 23:14 | 446  | 420   | 1,061 | 1,307 |
| 5     | Japan A            | 2   | 1-1-0 | 3:1 | 5:3  | 13:9  | 265  | 242   | 1,095 | 1,101 |
| 6     | Belgien            | 2   | 1-0-1 | 2:2 | 5:3  | 12:9  | 278  | 239   | 1,163 | 1,200 |
| 7     | Deutschland B      | 2   | 1-0-1 | 2:2 | 5:3  | 10:9  | 240  | 232   | 1,034 | 0,897 |
| 8     | Japan B            | 2   | 1-0-1 | 2:2 | 4:4  | 9:10  | 228  | 217   | 1,050 | 1,130 |
| 9     | Vereinigte Staaten | 2   | 0-0-2 | 0:4 | 2:6  | 5:14  | 179  | 208   | 0,860 | –     |
| 10    | Portugal           | 2   | 0-0-2 | 0:4 | 1:7  | 6:15  | 257  | 242   | 1,061 | –     |
| 11    | Mexiko             | 2   | 0-0-2 | 0:4 | 0:8  | 4:16  | 215  | 268   | 0,802 | –     |
| 12    | Ägypten            | 2   | 0-0-2 | 0:4 | 0:4  | 2:16  | 122  | 216   | 0,564 | –     |